# قرار مجلس الأمن التابع للأمم المتحدة رقم 801
قرار مجلس الأمن التابع للأمم المتحدة رقم 801، الذي تم تبنيه بدون تصويت في 8 كانون الثاني / يناير 1993، بعد دراسة طلب الجمهورية التشيكية للانضمام إلى عضوية الأمم المتحدة، أوصى المجلس الجمعية العامة بقبول الجمهورية التشيكية.

## روابط خارجية
- نص القرار في undocs.org